# Palladio Negri
Palladio Negri, conosciuto anche come Palladio Fosco o Fusco, (Padova, 1450-1460 – Capodistria, 17 o 18 ottobre 1520) è stato un umanista italiano.
Tra il 1480 e il 1491 è citato come "Negri" (Niger), poi col cognome "Fosco" (Fuscus), sia come autore che in altri documenti. Non è chiaro il motivo di questo cambio di nome, e non lo era ai contemporanei; ad esempio, Nardino Celinese scrisse un'invettiva contro di lui dicendo "Non so con che nome chiamarti".

## Biografia
Completata la formazione letteraria nel 1483, fu in contatto epistolare con Marco Antonio Sabellico, che lo loda con Coriolano Cippico per aver introdotto lo studio della Romanae litterae in Dalmazia, in particolare a Traù, dove fu maestro di scuola. Era andato a Traù con Alvise Cippico, figlio di Coriolano, studente a Padova, che in seguito fu vescovo di Famagosta e di Zara.
Negli anni 1490 frequentò gli ambienti universitari di Padova. Nel 1496 pubblicò una edizione commentata di Catullo (Catullus una cum commentariis eruditi viri Palladii Fusci Patavini). Quest'opera fu il secondo commento completo a Catullo, dopo Antonio Partenio da Lazise, ma non ebbe molto successo; molte note sono riprese da altri filologi, tra cui Sabellico, senza esplicita citazione.
Fino al 1516 insegnò a Zara, dove continuò l'attività letteraria e scrisse De situ orae Illyrici, descrizione delle coste dalmate, e Commentarii de bello Turcico, sulla guerra turco-veneziana (1499-1503). Passò poi a insegnare a Capodistria, dove ebbe tra i suoi allievi Annibale Grisonio, e dove morì nel 1520 durante una lezione.